# Amphimallon solstitialis
 (juillet 2019).
Si vous disposez d'ouvrages ou d'articles de référence ou si vous connaissez des sites web de qualité traitant du thème abordé ici, merci de compléter l'article en donnant les références utiles à sa vérifiabilité et en les liant à la section « Notes et références ».
Espèce
Le hanneton de la Saint-Jean, Amphimallon solstitialis ou A. solstitiale, est une espèce de coléoptères de la famille des Scarabaeidae (scarabées) et de la sous-famille des Melolonthinae. Il ressemble quelque peu au hanneton commun, mais il est moins grand, il mesure environ 15 à 20 mm de long. Son corps est recouvert de poils jaunâtres, particulièrement au niveau du pronotum ; ses antennes se terminent par trois articles seulement.

## Dénomination
- Contrairement à M. Chinery[1], Fauna europea, l'INPN et d'autres références préfèrent Amphimallon solstitiale à A. solstitialis.
- Basionyme d'après Catalogue of Life : Scarabaeus solstitiale Linnaeus, 1758[2].
- Remarque : actuellement, la famille des Melolonthidae est généralement incluse dans la famille des Scarabaeidae.

## Distribution
Ce hanneton se trouve dans les régions paléarctiques, généralement de juin à août ; il est en déclin dans le monde actuel, mais dans les zones où il est encore présent, on le voit voler en grand nombre le soir au coucher du soleil souvent à proximité des buissons et des arbres.

## Biologie
Il vit dans les prairies, les haies, les parcs et jardins où il se nourrit (peu) des feuilles des plantes herbacées, des arbustes et arbres caducifoliés. Sa larve, d'une durée de vie de deux ans, se nourrit de racines.